# Lerdals socken
Ej att förväxla med Lerdala socken.
Lerdals socken i Dalsland ingick i Valbo härad, ingår sedan 1974 i Färgelanda kommun och motsvarar från 2016 Lerdals distrikt.
Socknens areal är 53,02 kvadratkilometer varav 52,69 land. År 2000 fanns här 206 invånare. Sockenkyrkan Lerdals kyrka ligger i socknen.   

## Administrativ historik
Socknen har medeltida ursprung. 
Vid kommunreformen 1862 övergick socknens ansvar för de kyrkliga frågorna till Lerdals församling och för de borgerliga frågorna bildades Lerdals landskommun. Landskommunen uppgick 1952 i Högsäters landskommun som 1974 uppgick i Färgelanda kommun. Församlingen uppgick 2010 i Rännelanda-Lerdals församling.
1 januari 2016 inrättades distriktet Lerdal, med samma omfattning som församlingen hade 1999/2000.  
Socknen har tillhört län, fögderier, tingslag och domsagor enligt vad som beskrivs i artikeln Valbo härad. De indelta soldaterna tillhörde Västgöta-Dals regemente och Vedbo kompani.

## Geografi
Lerdals socken ligger söder om Ed kring Lerdalsälven. Socknen har odlingsbygd vid ån och är i övrigt en kuperad skogsbygd.

## Fornlämningar
En boplats och en hällkista från stenåldern har påträffats. Från järnåldern finns ett gravfält, stensättningar och en fornborg.

## Namnet
Namnet skrevs 1531 Lerdall och kommer från Lerdalsån som i sin förled innehåller lera.

## Befolkningsutveckling
| Befolkningsutvecklingen i Lerdals socken 1750–1990                                                      | Befolkningsutvecklingen i Lerdals socken 1750–1990 | Befolkningsutvecklingen i Lerdals socken 1750–1990 | Befolkningsutvecklingen i Lerdals socken 1750–1990 | Befolkningsutvecklingen i Lerdals socken 1750–1990 |
| --- | -------------------------------------------------- | -------------------------------------------------- | -------------------------------------------------- | -------------------------------------------------- |
| |                                                    |                                                    |                                                    |                                                    |
| År |                                                    |                                                    | Folkmängd                                          |                                                    |
| 1750 | 1750                                               |                                                    | 539                                                |                                                    |
| 1760 | 1760                                               |                                                    | 585                                                |                                                    |
| 1769 | 1769                                               |                                                    | 592                                                |                                                    |
| 1780 | 1780                                               |                                                    | 601                                                |                                                    |
| 1790 | 1790                                               |                                                    | 573                                                |                                                    |
| 1810 | 1810                                               |                                                    | 540                                                |                                                    |
| 1820 | 1820                                               |                                                    | 670                                                |                                                    |
| 1830 | 1830                                               |                                                    | 806                                                |                                                    |
| 1840 | 1840                                               |                                                    | 891                                                |                                                    |
| 1850 | 1850                                               |                                                    | 1 033                                              |                                                    |
| 1860 | 1860                                               |                                                    | 1 131                                              |                                                    |
| 1870 | 1870                                               |                                                    | 1 267                                              |                                                    |
| 1880 | 1880                                               |                                                    | 1 255                                              |                                                    |
| 1890 | 1890                                               |                                                    | 1 121                                              |                                                    |
| 1900 | 1900                                               |                                                    | 1 058                                              |                                                    |
| 1910 | 1910                                               |                                                    | 950                                                |                                                    |
| 1920 | 1920                                               |                                                    | 780                                                |                                                    |
| 1930 | 1930                                               |                                                    | 666                                                |                                                    |
| 1940 | 1940                                               |                                                    | 562                                                |                                                    |
| 1950 | 1950                                               |                                                    | 491                                                |                                                    |
| 1960 | 1960                                               |                                                    | 380                                                |                                                    |
| 1970 | 1970                                               |                                                    | 248                                                |                                                    |
| 1980 | 1980                                               |                                                    | 201                                                |                                                    |
| 1990 | 1990                                               |                                                    | 206                                                |                                                    |
| Anm: Källor: Umeå universitet - Tabellverket 1749-1859, Demografiska databasen, CEDAR, Umeå universitet |                                                    |                                                    |                                                    |                                                    |

## Personer från socknen
- Hagge Geigert är född här.